# Bakar monosulfid
Bakar monosulfid je hemijsko jedinjenje bakra i sumpora. Ono se javlja u prirodi kao crni indigo plavi mineral kovelit. On je umereni provodnik struje. Crni koloidni precipitat CuS se formira kad se vodonik sulfid, , provodi kroz rastvore Cu(II) soli On je jedan od brojnih binarnih jedinjenja bakra i sumpora (bakar sulfida). On potencijalno može da služi kao katalizator and photovoltaics.